# گمینا درلوو
گمینا درلوو (به لهستانی:  Gmina Drelów) یک گمینا در لهستان است که در شهرستان بیاوا پودلاسکا واقع شده‌است. گمینا درلوو ۲۲۸٫۰۳ کیلومتر مربع مساحت و ۵٬۴۹۹ نفر جمعیت دارد.